# Zdenka Ticharich
Dans le nom hongrois Ticharich Zdenka, le nom de famille précède le prénom, mais cet article utilise l’ordre habituel en français Zdenka Ticharich, où le prénom précède le nom.
Zdenka Ticharich (Zdenka von Ticharich)  (26 septembre 1900 — 15 février 1979) est une pianiste, compositrice et professeur de musique hongroise.

## Biographie
Zdenka Ticharich est née à Budapest, Hongrie. Elle étudia avec István Tomka à l'école nationale de musique puis avec Ferruccio Busoni et Emil Sauer au Staatliche Hochschule für Musik à Berlin, et la composition avec Franz Schreker de 1923 à 1925. Les jeunes compositeurs de la classe de Schreker étaient populaires dans les salles de concert et dans les opéras en Allemagne mais leur musique fut interdite et ils furent forcés à l'exil à l'arrivée du Troisième Reich avant la Seconde Guerre mondiale. De 1947 à 1969 Ticharich enseigna le piano à l’académie de musique de Budapest. Elle meurt à Budapest en 1979.
Capriccio fut composé par Berthold Goldschmidt (1903–1996) pour  Ticharich en 1927.
Elle était un sujet populaires pour des portraits :
- Csipkekendős nő (Femme au foulard en dentelle), Ödön Márffy (1878–1959), 1930
- Zdenka és Csinszka (Zdenka et Csinszka (hu)), Ödön Márffy, 1930
- Ticharich Zdenka portréja (Portrait de Zdenka Ticharich), József Rippl-Rónai (1861–1927), 1921

## Œuvres
Ticharich composa pour la voix, l'orchestre et le piano.
- Scherzo-Valse
- Suite pour piano

## Discographie
- Suite pour piano, Kolja Lessing, piano (21-22 juillet 2003, EDA Records « Franz Schreker's Masterclasses in Vienna and Berlin, Vol. 3 ») (OCLC 767872361)